# Meriania sanchezii
Meriania sanchezii är en tvåhjärtbladig växtart som beskrevs av Renato Goldenberg. Meriania sanchezii ingår i släktet Meriania och familjen Melastomataceae. Inga underarter finns listade i Catalogue of Life.